# Oscar Heine
Oscar Heine (16 gennaio 2003) è uno sciatore alpino austriaco.

## Biografia
Specialista delle prove tecniche attivo dal novembre del 2019, in Coppa Europa Oscar Heine ha esordito il 1º dicembre 2022 a Gurgl in slalom gigante, senza completare la prova, e ha conquistato il primo podio il 7 febbraio 2025 a Baqueira in slalom speciale (2º); non ha debuttato in Coppa del Mondo e non ha preso parte a rassegne olimpiche o iridate.

## Palmarès

### Coppa Europa
- Miglior piazzamento in classifica generale: 44º nel 2025
- 1 podio:
  - 1 secondo posto

### Campionati austriaci
- 1 medaglia:
  - 1 argento (slalom speciale nel 2024)